# Тищенко Станіслав Миколайович
Станіслав Миколайович Тищенко (26 грудня 1974, Донецьк) — російський і український футболіст, воротар.

## Ігрова кар'єра
Професійну кар'єру розпочав у «Металурзі» з Костянтинівки, який згодом був перейменований на «Шахтар-2», далі грав за «Волинь» і донецький «Металург». З 1996 по 1998 рік виступав у «Шахтарі» зі Стаханова. Після чого перебрався в білоруський клуб «Молодечно» з однойменного міста. 
З 1999 по 2001 роки грав у казахстанських клубах «Достик» (Шимкент) і «Мангистау» (Актау). У 2004 році перебрався до Росії, грав спочатку в «Спартаку» з Нальчика, потім у «Зеніті» з Челябінська і в п'ятигорському клубі «Машук-КМВ». У лютому 2007 року перейшов в курський «Авангард». 
У 2008 році грав за астраханський «Волгар-Газпром-2». У 2009 році перейшов до «Металург» з Красноярська, в листопаді 2010 року керівництво клуба вирішило не продовжувати контракт з гравцем. Сезон 2011/12 провів у ставропольському «Динамо». 

## Тренерська кар'єра
Після закінчення ігрової кар'єри посів посаду тренера воротарів в клубі Першої ліги України «Олімпік (Донецьк)». Працював під керівництвом Романа Санжара, разом з яким і покинув клуб в жовтні 2018 року. Надалі працював у тренерському штабі Санжара в «Карпатах» (Львів), а у травні 2021 року знову повернулись до роботи з «Олімпіком».
У липня 2023 року підписав контракт з професійним клубом «Локомотив» (Київ), який бере участь у матчах Другої ліги України з футболу сезону 2023/2024.

## Досягнення
- Найкращий воротар зони «Південь»: 2008.